# UB-46号潜艇
陛下之UB-46号艇是德意志帝国海军于第一次世界大战期间建造的其中一艘UB-II型近岸潜艇或称U艇。它由不来梅的威悉船厂承建，自1915年9月4日开始铺设龙骨。其全长36.9米，水面及水下排水量分别为272吨和305吨，艇载武器则包括两具500毫米的艇艏鱼雷发射管以及一门88毫米口径甲板炮。完工后的艇体被拆解成若干部分并通过铁路运输至奥匈帝国港口普拉进行重新组装，并于1916年5月底在当地下水，至6月上旬交付使用。
UB-46号曾先后被部署至普拉区舰队和君士坦丁堡半区舰队服役，并参与了地中海潜艇战。在六个月役期的五次巡逻中，该艇累计击沉了4艘协约国商船，容积总吨为8099吨。1916年12月初，UB-46号在黑海的博斯普鲁斯海峡北入口附近触雷沉没，艇内20名官兵全数阵亡。

## 设计及建造
第一次世界大战爆发后，随着U艇战形势的发展，UB-I型潜艇排水量过小、适航性不佳、推进系统可靠性低等问题愈发凸显。一个主要问题是，由于它们只有单个螺旋桨轴和发动机组合，如果其中任何一个部件发生故障，潜艇就会几乎完全失效。为了纠正相关缺陷，潜艇监察局于1915年4月研发了UB-I型潜艇的放大版——UB-II型。UB-II型艇采用了双桨双发配置（每个发动机驱动一根轴），同时也提高了潜艇的航速。新的设计还包括续航能力更强的蓄电池、更大的鱼雷发射管和甲板炮。作为UB-II型艇的一份子，UB-46号还可以携带两倍于UB-I型的鱼雷载荷，以及将近十倍的燃料。为了适应所有这些变化，其艇体更大，而且水面和水下排水量均是UB-I型艇的两倍以上。
UB-46号是不来梅威悉船厂承建的UB-II型第二批次（UB-42至UB-47号）五号艇，由德国国家海军办公室于1915年7月31日订购。其全长36.90米，舷宽4.37米。艇体采用单壳体加鞍形水柜构造，浮起时的吃水深度为3.69米，水面及水下排水量分别为272吨和305吨。主机为两台戴姆勒六缸四冲程270匹公制馬力（200千瓦特）柴油机用于水面运行，以及两台280匹公制馬力（210千瓦特）的西门子-舒克特电动发电机用于水下航行；水面最高航速8.82節（16.33每小時），水下6.22節（11.52每小時）；能够在水面以5节航速续航6,940海里（12,850），或以5節（9.3每小時）连续在水下航行45海里（83）而无需充电。蓄电池被放置在中央潜柜的前方，以配平更重的发动机安装。其最大潜水深度为50米，潜没需时为30－45秒。
UB-46号的主武器为两具500毫米艇艏鱼雷发射管，采用层叠式布局，以实现可以创造最佳表面效率的舷弧设计；鱼雷携带量为4枚，威力亦显著提高。辅助武器是一门88毫米30倍径速射炮。司令塔增加了一具潜望镜，并配备了1根两段式可伸缩通信桅杆，前水平舵外形也做了调整。其标准船员编制为2名军官加21名水兵。
UB-46号自1915年9月4日开始铺设龙骨。由于舷宽突破了铁路限界，大多数UB-II型艇都是在竣工后独力驶往作战港口，但作为在建造中即被指派至地中海服役的六艘姊妹艇之一，UB-46号仍然是通过铁路运往奥匈帝国的海军基地普拉。解决办法是将艇体纵向剖开，分成大致相等的若干部分后，再通过铁路平车装运。威悉船厂的工人会在普拉重新组装该艇，UB-46号于1916年5月31日在当地下水。

## 服役历史
1916年6月12日，UB-46号在经验丰富的艇长、时年30岁的海军中尉凯撒·鲍尔的指挥下正式入役。作为鲍尔指挥的第三艘U艇，它随即被编入普拉区舰队。尽管区舰队的基地设于奥匈帝国的军港普拉，但其下属潜艇却主要在更南端、更靠近地中海的卡塔罗基地执行任务。它们通常只会返回普拉进行维修。在执掌UB-46号一个月后，鲍尔获晋升为海军上尉。
8月2日，鲍尔率领UB-46号取得首个战功，日本轮船小雏丸（Kohina Maru）在距离目的地塞得港不远的亚历山大港附近被击沉。一周后，UB-46号又击沉了从埃及返回亚得里亚海的希腊帆船巴西琉斯号（Basileios）。10月2日，鲍尔发射鱼雷击沉了正向萨洛尼卡运送干草的亨茨法尔号（Huntsfall），并俘虏了船长。这艘容积总吨为4331吨的英国轮船是 UB-46号所击沉的最大型船只。

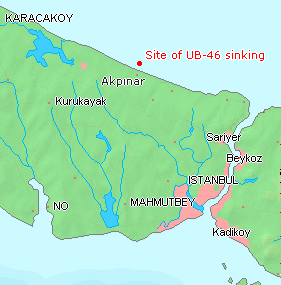
UB-46号的沉没地点

在同盟国占领罗马尼亚南部之后（参见第一次世界大战中的罗马尼亚），德意志帝国海军便有足够的燃油供部署至黑海的潜艇使用。为此，UB-46号及其普拉区舰队的三艘姊妹艇奉命前往君士坦丁堡，沿途必须穿越协约国已在1916年中期布设了大量水雷的达达尼尔海峡。UB-46号于10月7日加入君士坦丁堡半区舰队。
德国潜艇在黑海所获的成就甚微，从1916年8月至年底仅击沉六艘船，而UB-46号更是仅占其中的一艘。11月7日，UB-46号在克里米亚的达干库特角以北将116总吨的俄国帆船梅勒妮号（Melanie）送入海底。梅勒妮号也成为UB-46号的最后一个受害者。至12月初，UB-46号已进驻保加利亚的瓦尔纳海军基地。
1916年12月7日，当UB-46号执行第五次巡逻期间，在土耳其村庄阿克皮纳尔海岸对开300米处、即博斯普鲁斯海峡入口西北约30公里处不慎触雷沉没。艇内20名官兵全数阵亡。艇身一段16米长的残骸——包括鱼雷舱和蓄电池舱的前部，于1993年在当地人的一次采煤作业期间被寻获，并由土耳其海军打捞上岸；潜艇的其余部分则不知所踪。它随即被陈列在伊斯坦布尔海军博物馆的一个户外展区。自2008年起，UB-46号的残骸被转移至恰纳卡莱的达达尼尔海军博物馆保存，该艇的遗存件正在那里展出至今。

## 袭击历史摘要
| 日期          | 船名       | 船籍       | 吨位 | 结局 |
| ------------- | ---------- | ---------- | ---- | ---- |
| 1916年8月2日  | 小雏丸     | 日本       | 3164 | 击沉 |
| 1916年8月9日  | 巴西琉斯号 | 希腊       | 488  | 击沉 |
| 1916年10月2日 | 亨茨法尔号 | 英国       | 4331 | 击沉 |
| 1916年11月7日 | 梅勒妮号   | 俄罗斯帝国 | 116  | 击沉 |
|               |            | 总计：     | 8099 |      |

## 脚注
1. 1 2 3 4 5  Helgason, Guðmundur. . German and Austrian U-boats of World War I - Kaiserliche Marine - Uboat.net.   [2009-02-12].
2. 1 2 3 4  Gröner 1991，第23-25頁.
3. 1 2 3 4  Helgason, Guðmundur. . German and Austrian U-boats of World War I - Kaiserliche Marine - Uboat.net.   [2021-04-15].
4. 1 2 3  Miller，第48頁.
5. 1 2 3 4  陈进，第47頁.
6. ↑  Williamson，第13頁.
7. 1 2 3 4  Tarrant，第172頁.
8. ↑  Rössler，第50頁.
9. 1 2  Halpern，第383頁.
10. ↑  Miller，第49頁.
11. ↑  Helgason, Guðmundur. . German and Austrian U-boats of World War I - Kaiserliche Marine - Uboat.net.   [2022-04-13].
12. ↑  Halpern，第384頁.
13. ↑  Helgason, Guðmundur. . German and Austrian U-boats of World War I - Kaiserliche Marine - Uboat.net.   [2009-02-12].
14. ↑  Helgason, Guðmundur. . German and Austrian U-boats of World War I - Kaiserliche Marine - Uboat.net.   [2009-02-12].
15. ↑  Helgason, Guðmundur. . German and Austrian U-boats of World War I - Kaiserliche Marine - Uboat.net.   [2009-02-12].
16. 1 2 3 4  Helgason, Guðmundur. . German and Austrian U-boats of World War I - Kaiserliche Marine - Uboat.net.   [2009-02-12].
17. 1 2  Halpern，第248–249頁.
18. ↑  Halpern，第249頁.
19. ↑  Helgason, Guðmundur. . German and Austrian U-boats of World War I - Kaiserliche Marine - Uboat.net.   [2009-02-12].
20. 1 2  Messimer，第167頁.
21. 1 2  "German UB-46 Submarine". Dardanelles Naval Museum, Çanakkale
22. ↑  Helgason, Guðmundur. . Uboat.net.   [2009-02-12]. （原始内容存档于2010-11-08）.
23. ↑  . Deniz Haber. 2008-07-18  [2022-04-14]. （原始内容存档于2022-04-23）.